# ミルキーレーベル
ミルキー（Milky）は、かつて存在した映像コンテンツ制作会社である、株式会社ミルキーズピクチャーズ等のアダルトアニメ製作・販売レーベル。2001年頃に実写ビデオソフト製作販売を手掛けていた株式会社ミュージアム（現：オールインエンタテインメント）の、アダルトアニメ製作・販売レーベルとして設立された。
株式会社ミュージアムは、2003年のGPミュージアムソフトへの社名変更を経て、2011年には企業体制の改変と共に、オールインエンタテインメントへと再度社名変更した。これに伴い、同レーベル管理会社として、株式会社ミルキーズピクチャーズ及び有限会社MSピクチャーズを設立し、引き続きオールインエンタテインメント社屋を間借りして事業継続した。
その後、会社所在地を変更しつつ、2018年初頭まで新作を製作し続けたが、2019年10月24日に有限会社MSピクチャーズを清算、2021年7月27日に株式会社ミルキーズピクチャーズの社名をジギーフィルムズに変更し、事実上レーベルの歴史に幕を下ろした。
尚、会社清算後には多数の同レーベル作品が、映像ソフト販売会社Mellow Moon（インフォメディア株式会社）に移管された様で、公式Twitter上で引き継ぎを兼ねた告知も行われている。
設立当初は「ミルキー」レーベルのみであったが、製作資本の多様化に伴い、複数の派生レーベルが展開された。
主にアダルトゲームや成人向け漫画を原作としたアダルトアニメDVD、DVDPG、BDPGを製作しており、2009年12月からはBDでの販売にも参入している。

## 主な作品

### milky（ミルキー）
- 愛のカタチ
- 愛は鍵の数だけ… 風俗マンション（原作：南智子&きょん）
- 蒼い告白（原作：矢部美穂）
- アキバ系彼女
- 山姫の実（原作：山文京伝）
- 貴方だけこんばんわ
- あねいも
- 姉とボイン
- After... THE ANIMATION
- IZUMO
- 妹汁
- 淫の方程式（原作：あずき紅）
- 淫縛学艶（原作：船堀斉晃）
- 淫妖蟲 蝕
- WAVER
- 美しき獲物たちの学園
- SMノススメ
- 艶母（原作：みやびつづる）
- おしえて Re:メイド
- 女教師
- 陰陽師
- 学艶七不思議（原作：船堀斉晃）
- カルタグラ 〜ツキ狂イノ病〜
- 姦獄
- カンブリアン（原作：三山のぼる）
- 気になるルームメイト（原作：夕凪薫）
- 気分きぶん（原作：ぢたま(某)）
- 義母の吐息
- きみはぐ
- キャッスルファンタジア〜聖魔大戦〜
- くノ一幕末奇譚
- 結界
- クライミライ
- 股人タクシー
- 最終痴漢電車
- 催眠術2nd
- 実習生
- 失格医師
- 仕舞妻 姉妹妻3
- 少女セクト（原作：玄鉄絢）
- 女系家族 〜淫謀〜
- 新最終痴漢電車
- 新人ツアーコンダクター・里奈
- 人心遊戯
- スタイアー
- 聖肛女
- ゼロの者（原作：ゼロの者）※『女の子の汁』を元に作成
- 洗濯屋しんちゃん
- 喪失郷
- TOWER of Etruria
- 痴漢者トーマス
- 恥辱診察室
- 月陽炎
- 妻しぼり
- 妻とママとボイン
- DEEP VOICE
- 東京鎮魂歌（原作：中村錦）
- ドキドキ母娘レッスン 〜教えて♪Hなお勉強〜
- 肉嫁 〜高柳家の人々〜（原作：みやびつづる）
- 21時の女 〜ニュースキャスター桂木美紀〜（原作：後藤晶）
- 人形の館
- 背徳妻（原作：LINDA）
- バイブルブラック
- ハンドルウィズケア
- 人妻コスプレ喫茶
- 人妻凌辱参観日
- 姫騎士アンジェリカ
- 姫奴隷
- ファミレス戦士プリン（原作：ひのき一志）
- 不純異性交遊（原作：鬼ノ仁）
- 双子の母性本能
- ふたりの兄嫁
- Private Emotion
- V.G NEO
- BLACK GATE
- boin
- 放課後 〜濡れた制服〜
- 魔界天使ジブリール
- 魔法少女アイ
- 御魂 〜忍〜
- Mi･da･ra
- ミセスジャンキー
- 未亡人
- ミルキーフェチコレクション
- ミルキーベストセレクション
- MILK・ジャンキー 姉妹編
- ムーンライトソナタ
- 胸キュンはぁとふるCafe
- Maple Colors
- めがちゅ! The Animation
- 牝教師 〜淫辱の教室〜
- 優遇接待
- リゾートBOIN
- 凌辱人妻温泉
- 少女達の茶道ism
- 燐月 THE ANIMATION（原作：Selen）
- REQUIEM
- 連鎖病棟

### Platinum Milky（プラチナミルキー）
- あなたの知らない看護婦 〜性的病棟24時〜（原作：G.J?）
- おっぱいの王者48（原作：OLE-M）
- 彼女×彼女×彼女 〜三姉妹とのドキドキ共同生活〜（原作：トリトン）
- 殻ノ少女（原作：Innocent Grey）
- 学園催眠隷奴（原作：Silky's）
- 真・燐月（原作：Selen）
- 超昂閃忍ハルカ（原作：アリスソフト）
- Tony’s ヒロインシリーズ 彼女は花嫁候補生？ シンデレラ・コレクション
- プラチナミルキーコレクション（原作：複数）
- 炎の孕ませ同級生（原作：SQUEEZ）
- 魔法少女アイ参 THE ANIME（原作：colors）

### BOOTLEG（ブートレグ）
- 艶欲（原作：みやびつづる）
- 借金姉妹（原作：Selen.）
- 特別病棟（原作：BISHOP）
- 寝取られファイター　ヤリっちんぐ！（原作：LINDA）
- 指先案内人 汁だく接待おかわり三杯目（原作：Waffle）
- 山姫の花（原作：山文京伝）
- ラブビッチ～優しい女…～（原作：LINDA）
- ネトラレヅマ 礼子（原作：LINDA）
- M男食い ラストオーダー(原作:黒杉晋作)
- 牝性― ペルソナ ―（原作：LINDA）
- 本当にあった人妻不倫告白 本村陶子の場合（原作：引間道夫）
- 本当にあった 女子○生　いけない秘密のアルバイト 明日香
- 淫術の館 THE ANIMATION（原作：エレクトさわる）
- イケナイコト THE ANIMATION（原作：Rip@Lip/水原優）
- イエナイコト THE ANIMATION（原作：Rip@Lip/水原優）
- 娘ワレモノ THE ANIMATION（原作：鎖キャタピラ/よしろん）
- コワレモノ：璃沙 THE ANIMATION（原作：鎖キャタピラ/よしろん）
- コワレモノ：璃沙 PLUS THE ANIMATION（原作：鎖キャタピラ/よしろん）
- 飯塚先輩×ブレザー ―姉キュン！より― THE ANIMATION（原作：柚木N'）
- サグラレ堕メ THE ANIMATION（原作：Rip@Lip/水原優）
- グリーン・アイズ ―姉キュン！より― THE ANIMATION（原作：柚木N'）
- 堕落令嬢 THE ANIMATION（原作：ぶた小屋/ケミガワ）
- 裏入学試験 THE ANIMATION（原作：ミグミグ荘/みぐみぐ）
- マヨヒガのお姉さん THE ANIMATION（原作：Σ-Arts/神毛物由宇）
- 僕だけのヘンタイカノジョ THE ANIMATION（原作：Pannacotta/宵野コタロー）
- 僕だけのヘンタイカノジョ もっと♥ THE ANIMATION（原作：Pannacotta/宵野コタロー）
- さきゅばみすと・すとーりー ～のんひゅーまあんらいふ～ THE ANIMATION（原作：木村寧都）
- ジュヴナイルポルノグラフィ THE ANIMATION（原作：水龍敬）
- Jewelry THE ANIMATION（原作：柴崎ショージ）